# SOR TNS 18
TNS 18は、チェコのバスメーカーであるSORリブハヴィが開発・展開するトロリーバス車両。大量輸送が可能な連節車両で、2023年以降製造が実施されている。

## 概要
2016年にドイツ・ハノーファーで開催された交通見本市「IAA TRNSPORTATION」で開発が発表された連節式トロリーバス。SORリブハヴィが展開する連節バスのNS 18を基にした車両で、車内の床上高さを抑えたノンステップ構造を採用しており、停車時に車体を乗降扉側に傾けるニーリング機構や収納式スロープ、車内のフリースペースなど各種バリアフリーに対応した設備や装置も存在する。また安全対策として車内・車外各部にカメラが設置され、映像は運転台から確認可能である。電気機器はセゲレツ（Cegelec）製のものが用いられており、架線が存在しない区間（架線レス区間）でも走行可能なよう充電池が設置可能な構造となっている。

## 運用
TNS 18最初の導入先は、チェコの首都・プラハのトロリーバス路線（プラハ・トロリーバス）である。これは環境対策や快適性向上の一環として路線バスの系統の一部をトロリーバスへ置き換えるもので、そのうち58号線向け車両として2022年にSORリブハヴィとの間に15両の車両導入の契約が結ばれ、TNS 18の導入が決定した。そのうち2両については、架線に付着した氷を除去する装置がトロリーポールに設置される事になっている。最初の車両は2023年に完成し、同年8月以降順次導入され、乗客を乗せた試験的な営業運転を含めた試運転が進められている。